# Leuctra ariega
Leuctra ariega är en bäcksländeart som beskrevs av Isabel Pardo och Vinçon 1995. Leuctra ariega ingår i släktet Leuctra och familjen smalbäcksländor. Inga underarter finns listade i Catalogue of Life.